# Гліниська (Красноставський повіт)
Гліниська (пол. Gliniska) — село в Польщі, у гміні Лопенник-Гурни Красноставського повіту Люблінського воєводства.
Населення — 55 осіб (2011).
У 1975-1998 роках село належало до Холмського воєводства.

## Демографія
Демографічна структура станом на 31 березня 2011 року:
|          | Загалом | Допрацездатний вік | Працездатний вік | Постпрацездатний вік |
| -------- | ------- | ------------------ | ---------------- | -------------------- |
| Чоловіки | 28      | 6                  | 18               | 4                    |
| Жінки    | 27      | 3                  | 15               | 9                    |
| Разом    | 55      | 9                  | 33               | 13                   |